# Psar Tuol Tom Pong
Psar Tuol Tom Pong (ou « marché russe » en français), parfois orthographié Psar Toul Tom Pong, est un marché de Phnom Penh, au Cambodge.

## Historique

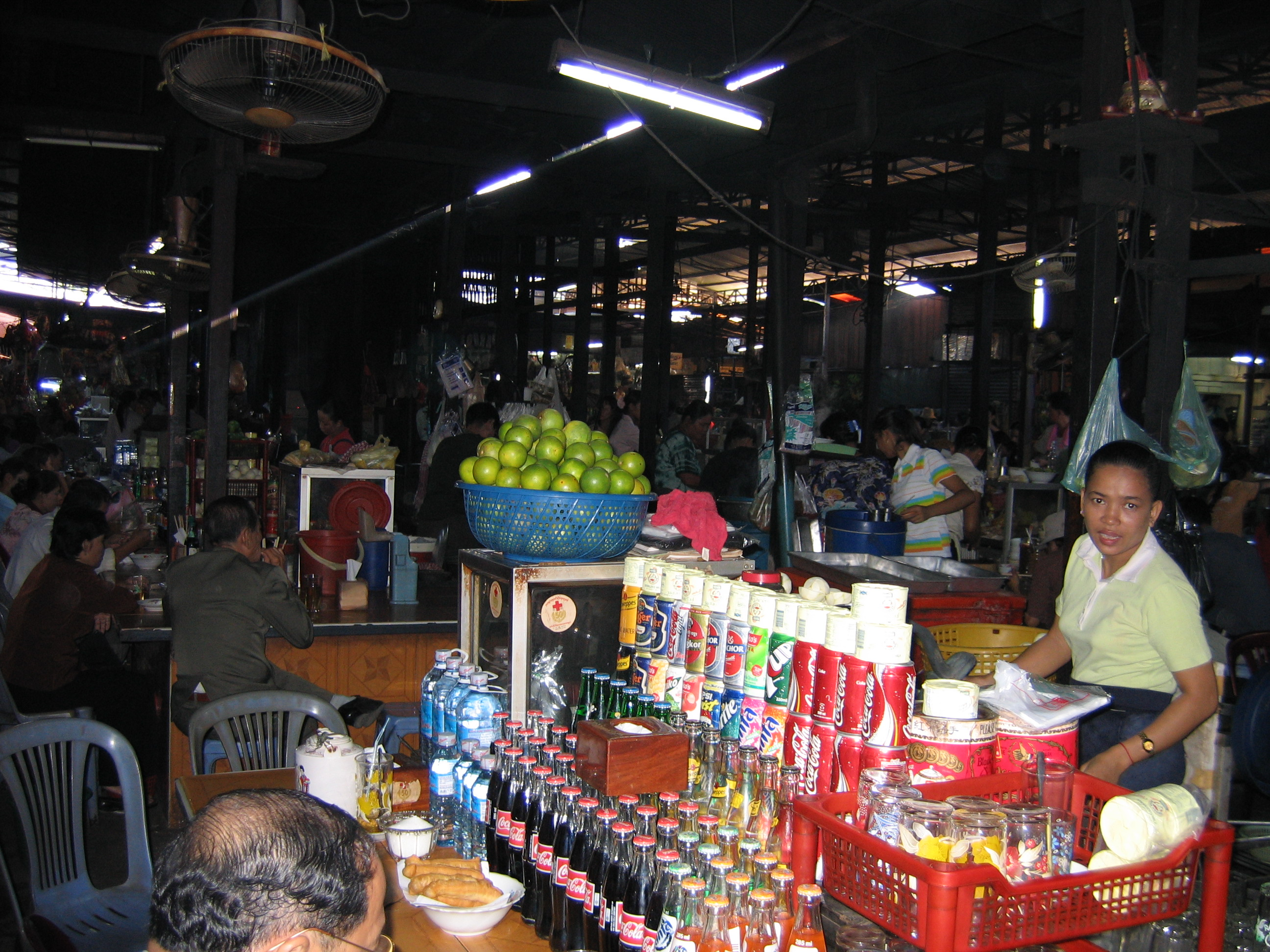
L'espace restauration du marché

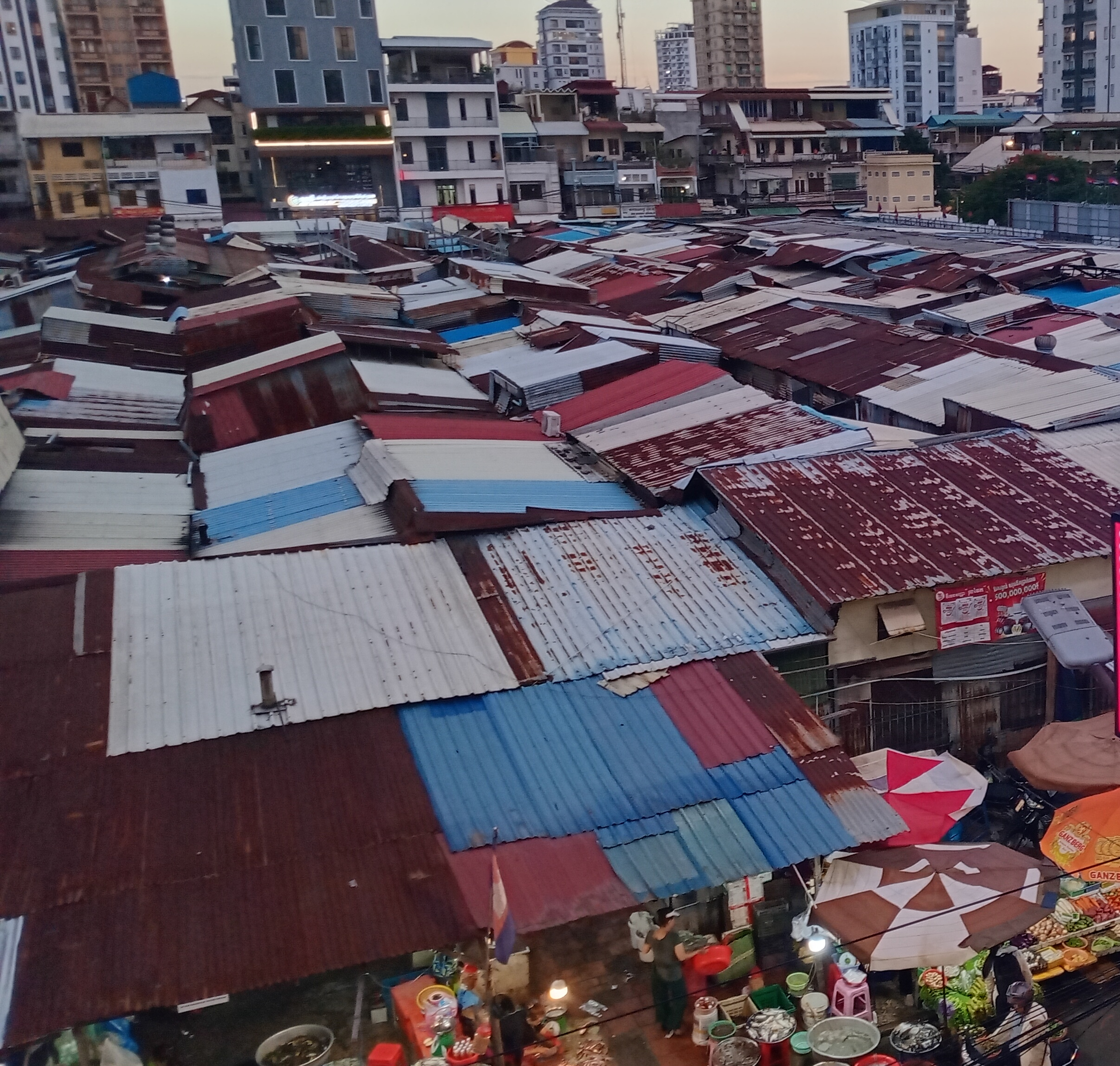
Le marché russe en juillet 2025

Il doit son surnom aux coopérants russes qui le fréquentaient pendant la période de la République populaire du Kampuchéa, dans les années 1980.
Au début des années 1990, le marché était réputé pour ses commerces de marchandises illicites telles des armes, des produits stupéfiants, voire des antiquités authentiques – et donc normalement interdites à l’exportation – qui côtoyaient des contrefaçons.
De nos jours, le marché est prisé des touristes pour son choix de souvenirs en tout genre et pour – contrairement au marché central – l’absence de réhabilitation récente qui donne à sa structure hors d’âge un aspect typique.

## Localisation
Il est situé dans un carré bordé par les rues 450 au sud, 155 à l'est, 440 au nord et 163 à l'ouest.